# Dystasia circulata
Dystasia circulata là một loài bọ cánh cứng trong họ Cerambycidae.